# Grzywacz (ptak)
Grzywacz, gołąb grzywacz (Columba palumbus) – gatunek średniej wielkości ptaka wędrownego z rodziny gołębiowatych (Columbidae), największy spośród gatunków gołębi występujących w Polsce.

## Taksonomia
Po raz pierwszy gatunek opisał Karol Linneusz w 1758 na podstawie holotypu ze Szwecji. Nadał grzywaczowi nazwę Columba palumbus; jest ona obecnie (2021) podtrzymywana przez Międzynarodowy Komitet Ornitologiczny (IOC), który wyróżnia 5 podgatunków. Proponowane podgatunki C. p. excelsa, C. p. ghigii (Sardynia) i C. p. kleinschmidti (centralna Szkocja) włączono do podgatunku nominatywnego, a C. p. kirmanica do C. p. casiotis. Z wyjątkiem przedstawicieli C. p. casiotis ptaki z poszczególnych podgatunków różnią się jedynie nieznacznie, w większości w rozmiarach oraz odcieniach upierzenia.

## Podgatunki i zasięg występowania
Grzywacze to ptaki częściowo wędrowne. IOC wyróżnia następujące podgatunki:
- C. p. palumbus Linnaeus, 1758 – północno-zachodnia Afryka, Europa na wschód po zachodnią Syberię i południowy Irak; zimują w północnej Afryce[4]
- † C. p. maderensis Tschusi, 1904 – Madera[4]
- C. p. azorica Hartert, 1905 – wschodnie i centralne Azory[4]
- C. p. iranica (Zarudny, 1910) – obszary na południowy wschód od Morza Kaspijskiego, północny i zachodni Iran[4]
- C. p. casiotis (Bonaparte, 1854) – Kazachstan i Uzbekistan na północ do Afganistanu, północny Oman, południowo-wschodni Iran, północny Pakistan i Kaszmir; zimowiska znajdują się na wschód od Nepalu[4]

Od połowy XIX wieku postępuje proces zasiedlania miast przez grzywacze, zachodzący z zachodu na wschód. Na zachodzie Europy pierwsze trwałe populacje miejskie tych gołębi powstały w 1. połowie XIX wieku. W Polsce grzywacze zasiedliły najpierw miasta w zachodniej części kraju, a w latach 70.–90. XX wieku większe aglomeracje na wschodzie kraju, np. Olsztyn i Lublin. Przykładowo, w Częstochowie pierwsze lęgi grzywaczy stwierdzono dopiero w 1992.

## Morfologia

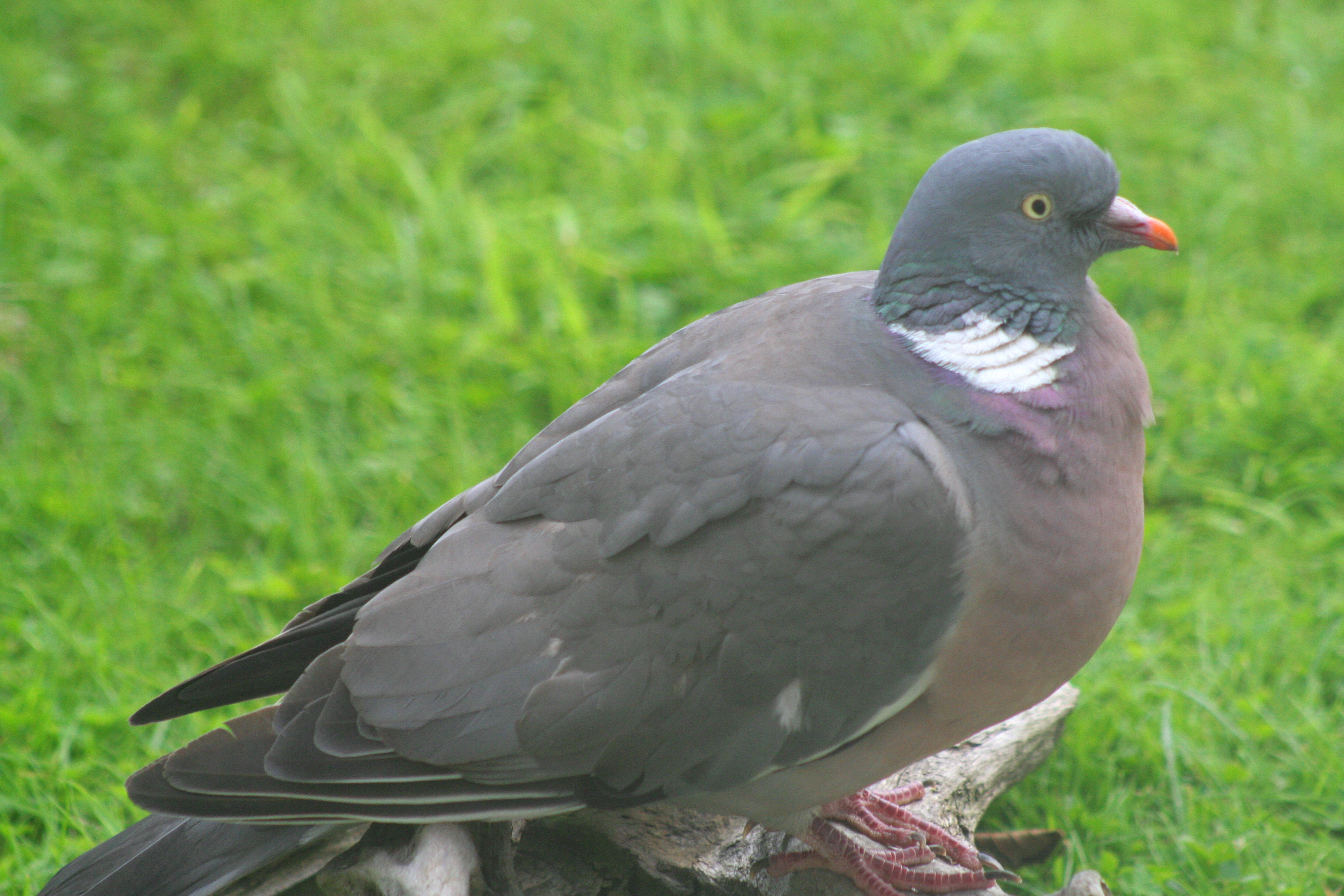
Samiec grzywacza

- długość ciała ok. 41–45 cm[4] Długość czaszki wynosi 5,6–6,0 cm, z czego na dziób przypada 2,6–2,8 cm[8].
- rozpiętość skrzydeł: 70–75 cm[9]
- masa ciała: 284–690 g[4]
- ogon: 13,8–14,9 cm
- skok – 25–28 mm[6]

To największy przedstawiciel gołębiowatych w Polsce. Grzywacze to duże gołębie o zaokrąglonej sylwetce i wydatnej piersi. Upierzenie w większości niebieskoszare.
Opis dotyczy ptaków podgatunku nominatywnego. Głowa niebieskoszara, na karku widoczna zielono-fioletowa opalizacja. Pióra po bokach szyi ułożone są pasami, co daje wrażenie rowków między rzędami piór; to cecha właściwa wielu ptakom z rodzaju Columba. Wykazują zielono-fioletowy połysk. Pod nimi znajdują się pióra o białych zakończeniach. Swoją nazwę grzywacze wzięły właśnie od białych plam po bokach szyi (u ptaków ze środkowej Azji i Himalajów ma ona barwę płowocynamonową). Górna część grzbietu, wewnętrzne pokrywy skrzydłowe i lotki III rzędu brązowoszare. Lotki I rzędu są czarne z nieznacznym szarawym zabarwieniem, przy czym lotki od P3 do P9 mają biały brzeg. Lotki II rzędu szare, te zewnętrzne ciemnieją w kierunku wierzchołków. Większość pokryw skrzydłowych szara, 3 lub 4 zewnętrzne białe; białe pole tworzone przez te pióra jest widoczne zarówno na złożonym, jak i rozpostartym skrzydle. Skrzydełko i pokrywy pierwszorzędowe czarniawe. Dolna część grzbietu, kuper i pokrywy nadogonowe niebieskoszare. Gardło i broda niebieskoszare jak pozostała część głowy, często jednak jaśniejsze. Pierś winnoczerwona, ku brzuchowi kolor ten przechodzi bardziej w róż. Okolice kloaki jasnoszare. Sterówki z wierzchu szarawoczarne ze słabo zaznaczonym jaskrawszym pasem biegnącym przez ich środek, od spodu zaś wyraźnie widać szarobiały pas oraz połyskujące, czarne nasady i zakończenia. Dziób żółtawy z jaśniejszym końcem i czerwonawą nasadą. Tęczówka u dorosłych ptaków jest jasnożółta. Woskówka biała. Nogi i stopy różowofioletowe.
Samice są lżejsze od samców. Osobniki młodociane wyróżniają się ciemną, a nie pomarańczowoczerwoną, barwą dzioba, ciemnymi tęczówkami i brakiem białej plamy na szyi. Sterówki młodych grzywaczy cechuje mniejsza kontrastowość barw, ponadto są węższe niż u dorosłych ptaków. Dorosłe grzywacze pierzą się w maju i kwietniu oraz od września do listopada, młode – od stycznia do kwietnia i od września do listopada.

## Ekologia i zachowanie
Jego naturalnym i pierwotnym biotopem są prześwietlone lasy liściaste i mieszane. W połowie XIX wieku nastąpiła ekspansja grzywaczy do środowisk miejskich, kiedy to zaczęły zajmować parki miejskie i skwery. Zamieszkują również śródpolne zadrzewienia, obrzeża lasów i niewielkie lasy mieszane i liściaste. Przedstawiciele C. p. madeirensis zamieszkiwali górskie lasy. W Alpach grzywacze lęgną się do wysokości 1600 m n.p.m., zaś w Himalajach latem docierają do 3000 m n.p.m.
Pokarm grzywaczy zmienia się sezonowo. Wczesną wiosną są to pędy i nasiona dziko rosnących roślin oraz drobne owoce i ślimaki. Pod koniec lata w diecie przeważają ziarna zbóż pozostałe na polach po żniwach. Na początku jesieni grzywacze osiągają największą masę ciała. Zimą grzywacze zjadają resztki warzyw i innych zielonek; w zachodniej Europie najchętniej żerują na szpinaku i brukselce. Odwiedzają pola uprawne w grupach liczących do 200 osobników. Jedzenie przemarzniętych warzyw nie dostarcza jednak grzywaczom dostatecznej ilości energii, do tego istnieje ryzyko zatrucia się ptaków środkami ochrony roślin i nawozami. Grzywacze odzywają się chętnie, szczególnie o świcie. Głos grzywacza to przytłumione, drżące, wielosylabowe gruchanie z akcentem na drugą sylabę. Są to ptaki towarzyskie, szczególnie poza okresem lęgowym.

### Lęgi

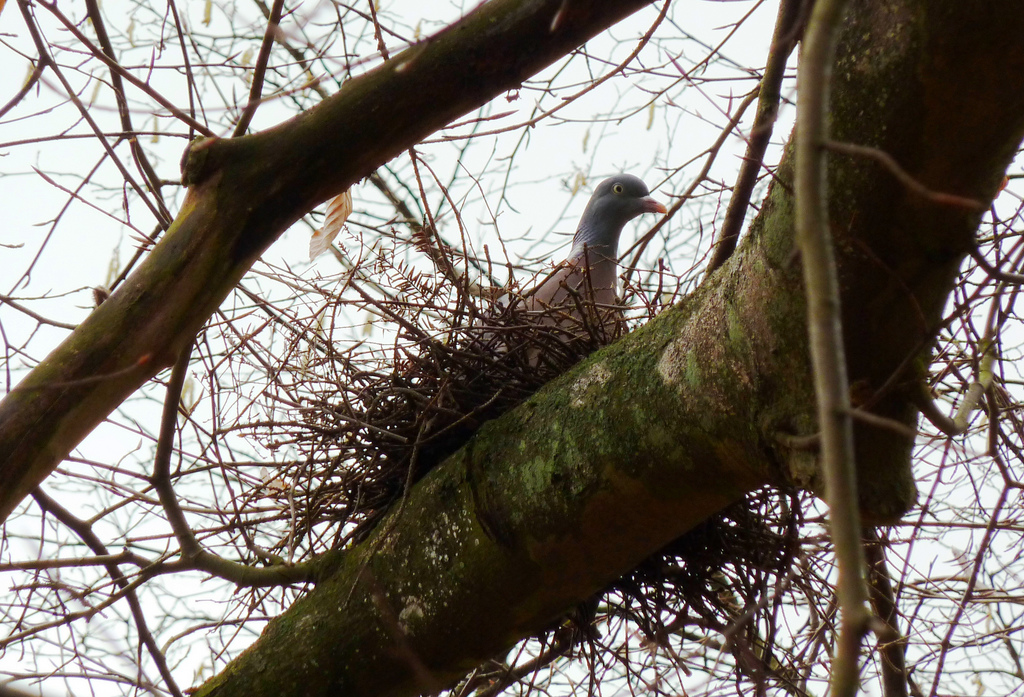
Grzywacz siedzący na swym gnieździe

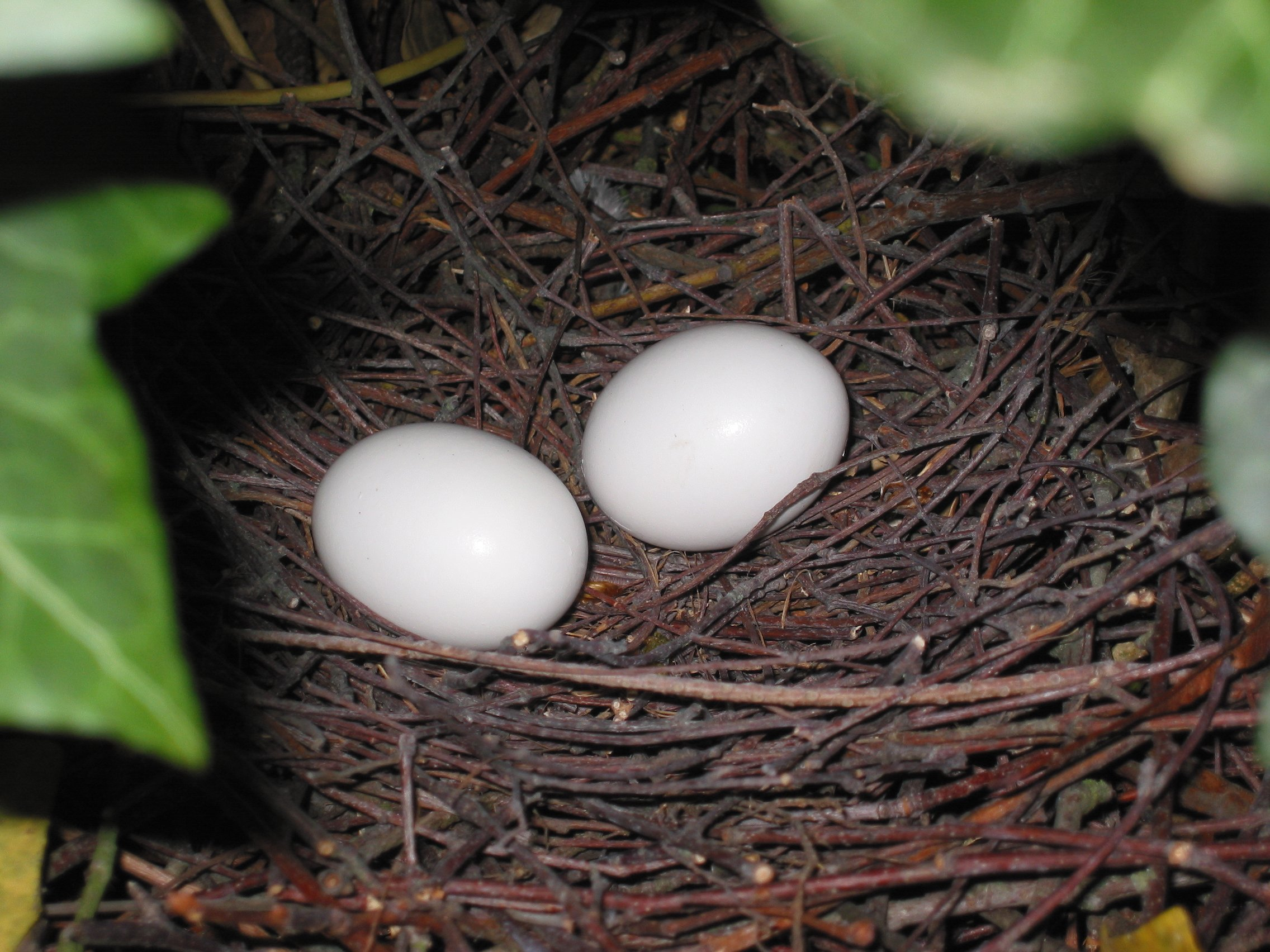
Śnieżnobiałe jaja

Okres lęgowy zależnie od miejsca występowania, w całym zasięgu trwa od lutego do początku września, najintensywniej przebiega od czerwca do września. Ptaki z miast często zaczynają lęgi już w środku lutego i przeciągają je do listopada. W ciągu sezonu grzywacze mogą wyprowadzić do 4 lęgów, wskutek drapieżnictwa zwykle powodzeniem kończą się dwa lęgi. Podczas lotów tokowych samce grzywaczy wznoszą się, następnie głośno klaszczą skrzydłami i szybują w kierunku partnerki. Odzywają się nieco niższym i bardziej buczącym niż u gołębi skalnych gruchaniem, brzmiącym jak bugruuu-gu-gu lub guguu-gugu. Niekiedy powtarzają lot tokowy 2 lub 3 razy, nim wylądują na gałęzi.
Gniazdo znajduje się 3–5 m nad ziemią, w koronie drzewa, wyższego krzewu lub na budynku albo półce skalnej. Utworzone jest z niedbale ułożonych gałązek. Budują je obydwa ptaki z pary, jednak samica ma w tym większy udział. Przypomina luźną platformę o średnicy do 25 cm. Niekiedy budują ją na gnieździe innego gatunku. W zniesieniu jest 1 lub 2, sporadycznie do 4, białe jaja o wymiarach 41x29 mm.
Jaja są wysiadywane przez oboje rodziców przez ok. 16–17 dni. Nieopierzone młode do 5. dnia życia są karmione mleczną wydzieliną powstającą w czasie wysiadywania w wolu rodziców, tak jak u wszystkich gołębi. Potem otrzymują pokarm podobny do pokarmu ptaków dorosłych. Pisklęta opuszczają gniazdo po około 4 tygodniach, następnie blisko przez 2 tygodnie są jeszcze dokarmiane przez samca – samica najczęściej przystępuje do drugiego lęgu.

## Status
IUCN uznaje grzywacza za gatunek najmniejszej troski (LC, Least Concern) nieprzerwanie od 1988 (stan w 2021). Liczebność światowej populacji, obliczona w oparciu o szacunki organizacji BirdLife International dla Europy z 2015 roku, mieści się w przedziale 51–73 miliony dorosłych osobników. BirdLife International ocenia trend populacji jako wzrostowy. Podgatunek C. p. madeirensis wymarł na początku XX wieku.
W Polsce gatunek łowny od 15 sierpnia do 30 listopada. Na Czerwonej liście ptaków Polski został sklasyfikowany jako gatunek najmniejszej troski (LC). Według szacunków Monitoringu Pospolitych Ptaków Lęgowych, w latach 2013–2018 krajowa populacja lęgowa liczyła 1 013 000 – 1 315 000 par, a trend liczebności jest silnie wzrostowy.

## Filatelistyka
Poczta Polska wyemitowała 28 lutego 1970 r. znaczek pocztowy przedstawiający grzywacza o nominale 1,50 zł, w serii Ptaki łowne. Druk w technice offsetowej na papierze kredowym. Autorem projektu znaczka był Jerzy Desselberger. Znaczek pozostawał w obiegu do 31 grudnia 1994 r.